# Stabilisator (Verfahrenstechnik)
Ein Stabilisator, kurz auch „Stabi“ genannt, ist ein großer, in der Verfahrenstechnik eingesetzter Apparat, um leichte Bestandteile aus einem Flüssigkeitsgemisch destillativ abzutrennen.

## Aufbau
Der Stabilisator ist eine Kolonne, die äußerlich an der typischen Verjüngung im Kopfbereich zu erkennen ist. Analog zu Destillationskolonnen sind im Inneren Einbauten (Böden) vorhanden, die einen intensiven Stoff- und Energieaustausch innerhalb der Kolonne ermöglichen.

## Betrieb
Das zu trennende Gemisch wird mit einer gewissen Eintrittstemperatur auf einen Boden in mittlerer Höhe in die Kolonne gegeben und trifft hier auf das bereits vorhandene Gas-Flüssigkeitsgemisch. Es kommt zum Energieaustausch, leicht siedende Bestandteile werden gasförmig und steigen auf höher liegende Böden auf, schwerer siedende Bestandteile bleiben flüssig und laufen zum nächsten Boden ab. Im Kolonnensumpf wird von außen Wärmeenergie zugeführt, um den Prozess aufrechtzuhalten. Dort ist die Temperatur am größten. Die leichtesten Gase, die über den Kolonnenkopf abgezogen werden, werden im Anschluss gekühlt, um wieder in flüssige Form gebracht zu werden.

## Zweck
Man kann vereinfachend sagen, dass der Stabilisator gebraucht wird, um in der Raffinerie die leichten Bestandteile aus dem Benzin zu entfernen und das Ausgasen an der Tankstelle zu verringern.